# Roger Keyes
Roger Keyes, I barone Keyes (Punjab, 4 ottobre 1872 – Buckingham, 26 dicembre 1945), è stato un ammiraglio britannico in servizio nella Royal Navy per più di cinquanta anni a cavallo tra XIX e XX secolo. Partecipò alla repressione della Rivolta dei Boxer e a entrambe le guerre mondiali.

## Biografia

### I primi anni
Roger Keyes nacque il 4 ottobre 1872, a Tundiani Fort nella Provincia della Frontiera Nord-Occidentale dell'India, ove suo padre Charles comandava le forze della frontiera del Punjab e si era guadagnato la reputazione di figura eroica. Trascorse i suoi primi cinque anni coltivando la passione per il mare pur essendone molto lontano come residenza, giungendo a dire ai genitori "Un giorno farò l'ammiraglio".
Tre anni dopo che la famiglia Keyes ritornò in Inghilterra il padre di Roger ottenne un nuovo comando in India. I genitori decisero di prendere con loro i due figli più giovani, lasciando invece in madrepatria i cinque più grandi, tra cui Roger e il fratello Terence Keyes, alle cure di un locale curato. Pur con la lontananza dei genitori, ad ogni modo, il pastore introdusse il piccolo Keyes alla caccia ed alla pesca che saranno sempre una delle sue grandi passioni, in particolare la prima. Ben presto andò a Margate per frequentare la preparatory school.

### La carriera come marinaio
Il fratello del curato locale era un ammiraglio e le storie circa la marina inglese erano cosa comune per Keyes. Roger stesso scrisse ai suoi genitori del suo desiderio di divenire marinaio. Nel 1884 suo padre decise di ritirarsi a vita privata e fece ritorno in Inghilterra. Dopo alcune discussioni e, contro la volontà paterna, Roger entrò ufficialmente a far parte della Royal Navy nel 1885.
Roger Keyes iniziò il suo addestramento sull HMS Britannia nell'autunno del 1884, all'età di 12 anni.
Keyes aveva una salute cagionevole e delicata, ma aveva una volontà di ferro nel perseguire la sua carriera.

### La pattuglia anti-schiavista
Nell'agosto del 1887, Keyes venne imbarcato sulla HMS Raleigh, diretta al Capo di Buona Speranza e verso la West Africa Station. Raggiunse Città del Capo il 3 novembre di quell'anno ed iniziò li la sa vita marinaresca. La Raleigh era una fregata di 5.200 tonnellate dotata di un'elica che le consentiva di toccare i 16 chilometri all'ora.
Nel 1890, Keyes venne trasferito sulla HMS Turquoise, una corvetta di 2.120 tonnellate. La nave operò nell'area di Zanzibar con missioni per la soppressione della tratta degli schiavi. Il pattugliamento veniva fatto lungo le coste e gli estuari dove viaggiavano le carovane di mercanti arabi con donne e bambini catturati nelle coste dell'Africa portoghese. Le missioni non erano particolarmente complicate in quanto spesso qualche cannonata bastava a farli fuggire. In quello stesso anno Keyes partecipò ad una spedizione contro il sultano di Wituland.

### In giro per il mondo
Keyes tornò in Inghilterra per tre mesi di licenza ed iniziò ad imparare a cavalcare, prendendo parte a diverse battute di caccia alla volpe.
Tornato in pieno servizio, Keyes passò su diverse navi nel Canale della Manica, tra cui lo yacht reale HMY Victoria and Albert ove ebbe modo di conoscere la Regina Vittoria ed il futuro re Giorgio V.
Nell'ottobre del 1892 passò in Sudamerica in servizio sulla HMS Beagle ove rimase sino al 1896. Questo fu un periodo molto felice della sua vita e fu pieno di opportunità per lui di apprendere il gioco del polo (sport) e di allenarsi al tiro a segno in Argentina ed Uruguay, ove venne accolto calorosamente dai locali. Pensò per qualche tempo addirittura di stabilirsi definitivamente in Argentina, ma la ragazza argentina di cui si era innamorato gli preferì un altro e lui tornò alla sua vita da marinaio.
La prima parte del tour di Keyes venne trascorso in Brasile dove uno squadrone della Royal Navy era impegnato nel proteggere navi inglesi e residenti durante l'insurrezione navale del 1893–94 contro il presidente Floriano Peixoto. Fu in questo frangente che divenne amico del capo ribelle, il contrammiraglio Saldanha da Gama.
Al suo ritorno in patria, Keyes prestò servizio nell'allenamento di nuove reclute. Ottenne quindi il comando della HMS Opossum, un nuovo cacciatorpediniere.

### In Cina

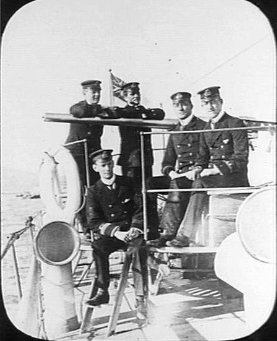
Il tenente Keyes (seduto) con altri ufficiali a bordo della HMS Fame, nel 1900

Keyes venne quindi destinato alla Cina per comandare un altro cacciatorpediniere, la HMS Hart per poi essere trasferito alla HMS Fame.
Nell'aprile del 1899, venne inviato a recuperare una parte delle forze britanniche attaccata e circondata da truppe irregolari cinesi nel tentativo di demarcare il confine di Hong Kong. Keyes si portò lungo la costa e mentre la Fame sparava contro gli assediati, egli stesso si pose alla carica che fece fuggire i cinesi e liberò le truppe inglesi.
In quei giorni, il China Squadron della Royal Navy utilizzava Hong Kong come base marittima durante l'inverno, ma durante i mesi estivi si portava più a nord verso Weihaiwei ed il Mar Giallo. Keyes si trovava proprio in Cina sul finire del maggio del 1900, evitando così il servizio nella Seconda guerra boera che si stava combattendo in Sudafrica. I rapporti che però iniziarono a pervenire alle autorità inglesi segnalavano dei problemi nella Cina settentrionale, in particolare contro i cristiani cinesi, missionari e mercanti europei. Gli agitatori anti-stranieri erano chiamati Boxers, ed iniziarono ben presto ad attaccare le ambascerie straniere a Pechino ed a Tientsin. Venne inviata pertanto una locale forza navale inglese in aiuto alle comunità oppresse.

#### La Ribellione dei Boxer: le prime fasi
Le prime fasi della Ribellione dei Boxer, con eserciti locali europei impreparati ad una tale emergenza, gli inglesi si impegnarono con ogni forza per contrastare le forze nemiche. Gran parte delle forze britanniche erano però impegnate in Sudafrica, occupate a combattere i Boeri, mentre le forze statunitensi erano occupate a combattere i ribelli filippini nella Guerra filippino-americana. Il ruolo dello squadrone navale inglese in Cina fu dunque vitale.
Dal momento che entrambe le città erano nella parte interna della Cina (Tientsin a circa 30 km dalla riva del fiume Hai e Pechino a circa 60 km, le navi da guerra non erano utilizzabili per l'operazione, ma i cacciatorpediniere potevano risalire il corso del fiume Hai. La foce del fiume era difesa da tre moderni forti cinesi (i Forti di Taku), i cui cannonieri erano stati istruiti da soldati europei e pertanto la risalita del fiume avrebbe indubbiamente compreso lo scontro col fuoco nemico.
A circa 6,5 km dalla foce, si trovava un moderno porto con quattro nuovi cacciatorpediniere cinesi fabbricati in Germania pronti all'azione. Poi si trovava la stazione ferroviaria di Tongku (Tanggu) che collegava Tientsin con Pechino. Più avanti si trovava il Forte di Hsi-cheng (Xicheng).
Roger Keyes giunse a Taku a bordo della HMS Fame il 31 maggio 1900, mentre il resto dello squadrone giunse due giorni dopo. Dal momento che la Fame era in grado di navigare in acque sino a 2,5 m, era l'unica in grado di navigare nel Taku e risalire per questo il fiume. Keyes divenne quindi pratico della navigazione in acque basse nel fiume.
Il comandante britannico dell'operazione, l'ammiraglio Edward Seymour, fece visita a Tientsin il 3 giugno di quell'anno ed allarmato ordinò ad una piccola brigata navale di aiutare la città. La Fame era impegnata nella risalita del fiume e passò tutti i forti quasi indisturbata. Nel contempo un messaggio disperato giunse da Pechino chiedendo aiuto immediato. L'ammiraglio Seymour si accollò il rischio di prendere il treno verso Pechino da Tientsin con 1000 tra soldati e marinai, giungendo ad un totale di 1.990 soldati assieme alle altre forze di altri paesi esteri intervenute, perlopiù tedeschi, francesi, russi, americani, italiani e australiani. Seymour si trovò ben presto in condizioni disperate con le linee telegrafiche tagliate dai boxers.

#### La cattura della flottiglia del Taku
Keyes, ancora giovane ufficiale, iniziò in questo frangente a mostrare le proprie capacità che caratterizzarono poi la sua futura carriera. Egli stabilì che la cattura dei forti di Taku e dei cacciatorpediniere cinesi fosse la chiave per la presa di Tientsin e Pechino.
Con un altro giovane ufficiale, il comandante Christopher Cradock, fece una ricognizione da terra dei forti il 13 giugno per scoprire la miglior linea di attacco da adoperare.
Il 15 giugno, Keyes venne inviato dall'ammiraglio James Bruce, con funzioni di comandante, a Tientsin per fare una ricognizione dello stato delle difese e per scoprire cosa ne era stato dell'ammiraglio Seymour e delle sue forze. Egli personalmente prese il treno a Tongku, unico europeo a bordo. Fece rapporto al comandante locale, il capitano Bayly ed al suo secondo in comando, il comandante David Beatty. Sempre a Tientsin, ad aiutare le fortificazioni, vi era un ingegnere civile americano, Herbert Hoover, che poi sarà presidente degli Stati Uniti d'America. Bayly riportò a Keyes la precaria situazione di Seymour e pertanto fu necessario per lui tornare quanto prima dall'ammiraglio Bruce per persuaderlo ad attaccare i forti di Taku.
Tornando, Keyes si trovò lui stesso in grave pericolo, perché si era reso conto che in quella notte l'unico treno di ritorno sarebbe stato pieno di soldati cinesi che lo avrebbero facilmente riconosciuto. Quindi estrasse il suo revolver e personalmente si diresse verso la cabina della locomativa. Puntando la pistola alla tempia del macchinista e del fuochista, prese il controllo della locomotiva. Riuscì a giungere a destinazione indisturbato e non senza qualche difficoltà Keyes persuase Bruce sulla necessità di assediare i forti e catturare i cacciatorpediniere ancorati al porto.
Il mattino successivo una flotta internazionale lanciò l'ultimatum al comandante cinese affinché cedesse senza scontri e temporaneamente il controllo dei forti agli europei. Dal momento che la proposta venne rifiutata, Keyes ottenne il compito di catturare i cacciatorpediniere alle 2.00 del mattino successivo con un attacco ai forti.
Keyes preparò un piano dettagliato per catturare le navi lasciandole intatte. I quattro cacciatorpediniere cinesi, ancorati al porto, avevano ciascuno il peso di 280 tonnellate e potevano raggiungere la velocità di 32 km all'ora, con 3 cannoni ciascuno da 18 mm.
Il piano era semplice: ciascun cacciatorpediniere britannico si sarebbe avvicinato e la conquista delle navi sarebbe stata fatta personalmente dagli uomini che scendendo dalle navi avrebbero preso il comando delle imbarcazioni.
All'1.00 di notte però i forti cinesi aprirono inaspettatamente il fuoco sulle navi inglesi. Keyes mise immediatamente in azione il suo piano anticipando le scelte e, col favore della notte, tutto funzionò perfettamente. Dopo alcuni piccoli scontri, i marinai cinesi vennero catturati prigionieri senza che per parte britannica vi fossero state delle perdite, mentre molti cinesi rimasero uccisi nello scontro.

#### Il forte di Hsi-cheng
Sul punto di fare ritorno da Tongku per assistere all'attacco dei forti del Taku, il giovane ufficiale Keyes dovette fronteggiare un ammutinamento generale di tutti i marinai cinesi costretti a navigare per gli inglesi sulle navi da poco catturate: essi temevano infatti di rimanere uccisi nell'inevitabile scontro a fuoco che si proponeva per giungere sino a Tientsin passando per il forte di Hsi-cheng.
Egli tentò senza successo di convincere l'ammiraglio Bruce della necessità dunque di conquistare il forte di Hsi-cheng, ma egli era concentrato unicamente su Tientsin da dove giungevano rapporti sempre più allarmanti riguardo all'ammiraglio Seymour, mentre tutto taceva da Pechino. Egli tentò invano di interessare alla causa i russi, il cui esercito di 2000 soldati stava portandosi da Tongku verso Tientsin, ma questi non si dimostrarono disponibili.
Ottenuto il permesso di effettuare una cauta ricognizione lungo il fiume al di la del Tongku, Keyes preparò la Fame con quanti più uomini armati poté trovare disponibili e col favore della notte sbarcò nei pressi di un punto morto della costa non lontano dal forte. Con un commando di 32 uomini armati di fucili, pistole, sciabole ed esplosivi, gli inglesi colsero i cinesi di sorpresa e il portale principale del forte venne aperto facilmente. I marinai distrussero in breve tempo le postazioni dei cannoni presenti, incendiando anche il magazzino delle munizioni. In quello stesso giorno, il 25 giugno del 1900, l'ammiraglio Seymour cercò di tornare a Tientsin combattendo.

#### Tientsin e Pechino
Dopo questi fatti, Keyes era intenzionato a proseguire la sua campagna contro le forze cinesi a Tientsin ove, giunto in loco, partecipò a degli scontri ulteriori con le truppe cinesi che vennero poi fermati dallo stesso ammiraglio Seymour.
Ad ogni modo, la sua fortuna cambiò nuovamente quando giunsero nuove truppe di sostegno dall'India per l'avanzata verso Pechino, guidate da un vecchio amico di suo padre, il generale sir Alfred Gaselee. Seppur riluttante, Seymour accordò la richiesta di Gaselee di permettere a Keyes di accompagnare la spedizione come suo aiutante di campo navale.
Keyes trovò il modo per distinguersi anche a Pechino quando fu il primo uomo a salire sulle mura della città e ad impiantarvi la Union Flag e fu il primo a fare breccia. Per il coraggio dimostrato durante la Ribellione dei Boxer il tenente Keyes venne promosso al rango di Comandante.
Dopo alcuni mesi di convalescenza a causa di una difterite, Keyes riprese il comando della HMS Fame, e tornò a Hong Kong durante un tremendo tifone. Venne trasferito quindi in patria.

### I cacciatorpediniere, l'ammiragliato, Roma ed i sottomarini
Dopo alcuni mesi in Inghilterra, Keyes venne nominato comandante di un nuovo cacciatorpediniere, l'HMS Bat, nave di 360 tonnellate, simile alla Fame. L'imbarcazione era ancorata a Portsmouth ed era la seconda in comando alla flottigla di Devonport. La nave e l'equipaggio versavano in condizioni non favorevoli e come tale Keyes si impegnò subito con un programma di riparazione ed allenamento per essere pronti al servizio. Durante questo periodo si servì anche di un valido assistente, il comandante Walter Cowan, che in breve tempo divenne uno dei suoi migliori amici e valido combattente al suo fianco.
I suoi sforzi sulla nave vennero ampiamente ripagati dall'Ammiragliato inglese. Per le sue capacità venne chiamato nell'ambito dell'Incidente di Dogger Bank, quando una nave russa di strada per raggiungere l'estremo oriente si era scontrata con una presunta nave giapponese, aprendo anche il fuoco su una nave inglese nel Mare del Nord. Egli venne chiamato a testimoniare alla International Court of Enquiry tenutasi a Parigi nel gennaio del 1905 e grazie al suo apporto l'Inghilterra vinse la causa ed ottenne il pagamento dei danni.
Il tempo trascorso in Inghilterra permise a Keyes di perseguire la sua passione per il polo con Winston Churchill che conobbe sul campo e col quale rimase ottimo amico per il resto della vita.
All'inizio del 1905, Keyes ottenne l'incarico di attaché navale a Roma, Vienna, Costantinopoli ed Atene, con ufficio all'Ambasceria britannica a Roma. Il 10 aprile 1906 sposò Eva Bowlby che aveva conosciuto due anni prima, compiendo con lei una luna di miele sulle coste della Dalmazia e nelle isole greche.
Nel gennaio del 1908, Keyes ottenne il comando della HMS Venus, un incrociatore di seconda classe di servizio nella flotta atlantica. Nel 1910, Keyes ottenne l'incarico di Capitano Ispettore dei Sottomarini per la sua grande conoscenza dell'arte della navigazione e della guerra malgrado tali imbarcazioni fossero ancora agli albori della loro comparsa nei mari.
Keyes ottenne dunque un ufficio all'Ammiragliato, ponendo il proprio quartier generale a Portsmouth e dislocando la flottiglia di sottomarini a Devonport, Harwich e Dundee. Ciascuna flottiglia disponeva inoltre di una nave deposito (solitamente un vecchio incrociatore). Sebbene inizialmente la sua posizione venne vista semplicemente come quella di un istruttore, dal 1912 essa divenne di vero e proprio comando e coordinamento. I sottomarini più valenti erano stazionati a Harwich, ed in caso di guerra, Keyes ne avrebbe assunto il comando, rapportandosi direttamente al Comandante in Capo della Home Fleet.
Keyes vedeva con preoccupazione il peggiorare della situazione internazionale sul finire del luglio del 1914 e cancellò tutti i permessi rilasciati ai suoi uomini, temendo giustamente  l'imminente scoppio di una grande guerra. Spostò i suoi vascelli ed il quartier generale ad Harwich per essere più vicino alla Germania e si trovava perfettamente pronto allo scoppio delle ostilità il 4 agosto 1914.

### La prima guerra mondiale
Quando scoppiò la Prima guerra mondiale, Keyes ottenne il comando delle forze sottomarine ad Harwich, nell'Inghilterra sud-orientale. Questi sottomarini vennero coinvolti nella prima Battaglia di Heligoland, nell'agosto del 1914.

#### I Dardanelli

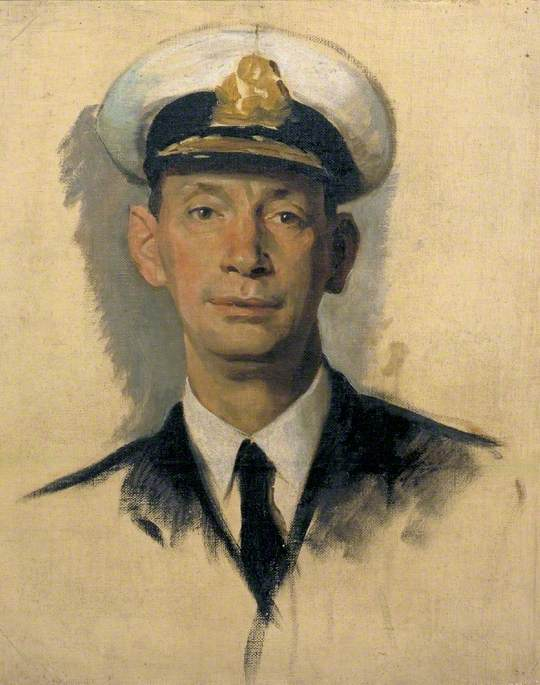
Disegno di Keyes eseguito da Glyn Philpot, 1918. Imperial War Museum

Come Capo dello Staff del vice ammiraglio Sackville Carden, comandante dello squadrone della Royal Navy impiegato nei Dardanelli durante i primi mesi del 1915, Keyes promosso a commodoro venne coinvolto decisamente nell'organizzazione della Campagna dei Dardanelli. Nella preparazione della forzatura dei Dardanelli, la flotta di Carden (tra cui la nuova HMS Queen Elizabeth) iniziò a bombardare le difese turche il 15 febbraio.
Ad ogni modo, dopo 15 giorni di lenti progressi, il bombardamento venne abbandonato per mancanza di munizioni. Scrivendo alla moglie, Keyes espresse la sua frustrazione per la mancanza di progettazione del suo superiore, suggerendo che "dovremmo ripulire il canale dalle navi che difendono i forti e quindi sbarcare gli uomini per distruggerne i cannoni". Poco dopo, si prestò volontario per portare avanti questa sua idea.
Dopo la calata dell'oscurità il 13 marzo, sei incrociatori tentarono di portare avanti quest'operazione, che però si dimostrò un fallimento come tutta la campagna.
Dopo aver sentito della notizia del fallimento di un'operazione guidata dall'amico, il First Lord of the Admiralty Winston Churchill fece pressione sul successore di Carden, il vice ammiraglio John de Robeck, predisponendo che tutte le sue navi da guerra dovessero recare aiuto a Keyes: i dragamine avrebbero dovuto ripulire il canale dalle mine, mentre il grosso della flotta avrebbe prestato servizio come protezione contro le batterie turche.

#### La grande flotta ed i piani dell'ammiragliato
Dopo il fallimento dell'operazione dei Dardanelli, Keyes si applicò per tornare nuovamente nella Grand Fleet. Era a Salonicco quando gli giunse la notizia della Battaglia dello Jutland. Fece ritorno immediatamente in Inghilterra e prese il comando della nave da guerra HMS Centurion, venendo assegnato al 2º squadrone. Promosso contrammiraglio il 10 aprile 1917, nel giugno di quello stesso anno divenne secondo in comando del 4º squadrone sotto il comando dell'ammiraglio sir Doveton Sturdee. Pose la sua bandiera sulla HMS Colossus, con Dudley Pound quale capitano.

#### Il controllo di Dover
Il 1º gennaio 1918, Keyes prese il comando del The Dover Patrol. Prima di Keyes, il Dover Patrol era stato comandato dall'ammiraglio Bacon che aveva avuto successo nell'affondare due U-Boot tedeschi nel Canale della Manica, ma molte di più furono le navi nemiche che riuscirono a passare senza riportare danni. Dopo che Keyes ne ebbe il controllo, egli cambiò tattica, ed il Dover Patrol colpì cinque U-Boats già nel primo mese dopo l'uso della tecnica di Keyes.

#### Zeebrugge e Ostenda
Nell'aprile del 1918, Keyes pianificò di guidare il famoso raid sui sottomarini tedeschi ancorati al porto di Zeebrugge in Belgio e ad Ostenda. Keyes terminò la guerra col grado di vice ammiraglio.

### Il tempo di pace tra le due guerre
Per i primi mesi di pace dopo la fine delle ostilità, Keyes rimase a Dover ove aveva del lavoro da terminare e per questo qui nacque il suo secondo figlio.
Nel 1919 ottenne il comando del nuovo Battle Cruiser Squadron, portando la sua bandiera a Scapa Flow sulla HMS Lion. Dal 1920, fece della HMS Hood la sua nuova nave ammiragla. La Hood venne impiegata per qualche tempo nel Mar Baltico nel 1920 quando si erano verificati dei problemi al largo coi bolscevichi, ma in breve l'ordine venne ristabilito. Malgrado la sua posizione, Keyes era ancora a mezza paga e per questo venne ricompensato con la nomina a Deputy Chief of the Naval Staff. Con la moglie decise di prendersi una vacanza, trascorrendo anche del tempo con la famiglia reale belga della quale Keyes era amico.
La sua brillante carriera nella prima guerra mondiale gli fruttò anche il titolo di Baronetto e la ricompensa di 10.000 sterline dal governo.
Nel maggio del 1925, Keyes venne per tre anni nominato Comandante della Mediterranean Fleet, suo primo alto comando attivo nella marina inglese. Molti studiosi della Mediterranean Fleet dicono che proprio durante il periodo di comando di Keyes questa flotta avesse raggiunto il picco massimo della propria efficienza, preparandola tra l'altro adeguatamente ad affrontare la Seconda guerra mondiale.
Nel maggio del 1929, Keyes ottenne la posizione di Commander-in-Chief di Portsmouth, il più importante in carico di marina nel Home Command, ma si dimostrò dispiaciuto di non essere nominato First Sea Lord nel 1930. Il nuovo governo laburista, infatti, enfatizzava il disarmo e Keyes gli si opponeva invece reclamando la necessità di una forte marina. Sir Frederick Field venne nominato al suo posto alla carica ambita.
La sua nomina ad Admiral of the Fleet gli pervenne l'8 maggio 1930 e nel 1935 Keyes decise di ritirarsi a vita privata, comprando una casa a Tingewick, presso Buckingham, vicino ad aree dove era ottimale praticare la caccia alla volpe. Ancora a mezza paga e con una grande famiglia da mantenere, scrisse le sue memorie nella speranza di trarne guadagno e questa soluzione fu un successo.

### Membro del Parlamento e la battaglia per una marina militare più forte
Sir Roger Keyes venne eletto membro del parlamento per il collegio di Portsmouth North tra le file dei conservatori nel gennaio del 1934. Proprio la sera della sua elezione fu scioccato dalla terribile notizia della morte accidentale del caro amico, il re Alberto I del Belgio. Re Giorgio V chiese a Keyes di accompagnare il principe di Galles in sua rappresentanza alle solenni esequie in Belgio.
Come parlamentare per la città navale di Portsmouth e dopo una lunga carriera da ufficiale di marina, era noto a tutti che Keyes in parlamento si sarebbe concentrato su questioni marittime. Egli contrastò con ogni mezzo le teorie del disarmo che i laburisti tanto volevano, intenzionato anche a riportare la Fleet Air Arm sotto il controllo della marina militare, questo per preparare anche l'aviazione marittima a nuovi scontri che egli prevedeva essere imminenti. Purtroppo questo avvenne solo nel 1937 quando ormai era troppo tardi per porre rimedio in tempi così brevi alla mancanza di una corretta progettazione e per questo molti degli aeroplani utilizzati dagli inglesi durante la Seconda guerra mondiale si trovarono ancora equipaggiato con materiale obsoleto come nel caso dei Gloster Gladiator e dei Blackburn Skua, mentre pnella medesima epoca in cui i giapponesi utilizzavano i Mitsubishi Zero. Come previsto da Keyes, il Regno Unito pagò cara questo mancato ammodernamento già dalla Campagna di Norvegia quando i Gloster Gladiator inglesi vennero surclassati dagli aerei tedeschi.
Keyes divenne quindi membro di due deputazioni parlamentari proposte dal primo ministro, Stanley Baldwin, e dal Cancelliere dello Scacchiere, Neville Chamberlain, nell'autunno del 1936 per convincere il parlamento delle mosse che la Germania nazista stava portando avanti a danno dell'Inghilterra. La delegazione, guidata da sir Austen Chamberlain, già Ministro degli Esteri, includeva personaggi di rilievo come Winston Churchill, Leo Amery e the James Gascoyne-Cecil, IV marchese di Salisbury.
Oppostosi all'Accordo di Monaco che Neville Chamberlain sottoscrisse con Adolf Hitler nel 1938 assieme a Winston Churchill, Anthony Eden, Louis Spears e Duff Cooper, fu tra coloro che ritirarono il loro supporto al governo per questa causa.
Prestò servizio nella Camera dei Comuni sino alla sua elevazione a Barone Keyes di Zeebrugge e Dover nel gennaio del 1943.

### La Seconda guerra mondiale e la missione belga
Quando scoppiò la Seconda guerra mondiale, Keyes era molto desideroso di riprendere il servizio attivo, ma tutte le posizioni di maggior comando erano già occupate ed egli, ormai al suo 67º compleanno, aveva molti nemici che criticavano il suo atteggiamento ed osteggiavano il suo ritorno al comando. Egli proseguì con i suoi "suggerimenti" al Parlamento durante il primo mese della guerra, deplorando particolarmente la perdita della portaerei HMS Courageous, il 17 settembre 1939. Il suo capo dello staff, Dudley Pound, ora First Sea Lord, venne ferito in particolar modo da queste critiche.
Ma Keyes non era destinato a terminare la sua carriera "in pensione" e si recò in visita al nuovo re dei belgi, Leopoldo III, come era sua abitudine.
Il Belgio era stato alleato della Francia nella Prima guerra mondiale, ma nel 1937, temendo l'ascesa di Adolf Hitler, ed avendo visto che la Francia non si era opposta all'occupazione tedesca della Renania nel 1936, i belgi annunciarono il loro passaggio ad un atteggiamento di tipo neutrale, tagliando ogni sorta di passaggio di informazioni tra l'Esercito belga e quello francese. Dal 1939 Leopoldo era sempre più preoccupato. Cosa ne sarebbe stato del Belgio se i tedeschi avessero avuto intenzione di invadere la Francia? Francesi ed inglesi sarebbero pervenuti tempestivamente in suo aiuto? Bruxelles era piena di spie tedesche ed egli non poteva permettersi un approccio aperto agli Alleati, dando così ad Hitler il pretesto di attaccare la sua gente e per questo cercò favorevolmente un approccio amichevole ma informale col vecchio amico in pensione, dal momento che Keyes conosceva molte autorità in Inghilterra e Leopoldo aveva in lui la massima fiducia.
A metà ottobre del 1939, di notte, Keyes accolse nella sua residenza di Chelsea un emissario del re dei belgi che gli chiedeva di recarsi a Bruxelles ove giunse il 18 ottobre. All'incontro col sovrano, Keyes comprese che il re aveva il solo desiderio di mantenere il Belgio al di fuori della guerra per evitare di scontrarsi direttamente con Hitler vista la sua posizione geografica. Egli sapeva che l'esercito della Germania si era molto rafforzato dalla fine della Prima guerra mondiale e non poteva da solo fronteggiare i tedeschi nell'attesa dell'arrivo degli Alleati, semmai poi questi avessero avuto intenzione di intervenire. Keyes si risolse dunque alla fine a persuadere il re a dargli le informazioni necessarie per pianificare un eventuale soccorso al Belgio tramite il consigliere militare del re, il generale Van Overstraeten.
Ciò che Keyes ottenne dal re del Belgio fu di grande valore per gli Alleati e continuò per tutta la guerra a costituire una corsia preferenziale di comunicazione tra Leopoldo III ed il governo britannico. Ma nel gennaio del 1940, nell'Incidente di Mechelen, un aeroplano tedesco si schiantò sul suolo belga per una casualità, dando così il pretesto ai tedeschi di attaccare la nazione vicina adducendo un attacco "di proposito". I tedeschi sapevano del collegamento di Keyes con la casata reale e per questo minacciarono più volte di sabotare questi incontri, costringendo lo stesso ammiraglio inglese a recarsi sempre più di rado in Belgio. Ottenne successivamente dal governo il permesso di ottenere un passaporto civile e vestire abiti borghesi così da non destare sospetti.

#### La Norvegia e la caduta di Chamberlain
L'assalto tedesco alla Norvegia del 9 aprile 1940 riportò Keyes in azione. La campagna era strettamente correlata con quanto Keyes aveva appreso negli anni della sua esperienza, con sbarchi anfibi come nei Dardanelli o posizioni chiave come a Zeebrugge, nonché l'uso dell'iniziativa come nella Ribellione dei Boxer.
Keyes raggiunse la conclusione che la conquista di Trondheim fosse la chiave per la vittoria in Norvegia. Egli richiese subito di forzare il fiordo di Trondheim con navi da guerra e truppe da sbarco per riprendere possesso della città. Dopo un intervento favorevole di Winston Churchill, all'epoca First Lord of the Admiralty, riprese servizio il 16 aprile 1940, offrendosi di comandare personalmente la spedizione.
Anche lo staff militare percepì l'idea di Keyes come ottima e per di più inviò delle truppe da sbarco sussidiarie a nord presso Namsos ed a sud presso Åndalsnes. Questa fu però la peggio rdecisione nella campagna militare, dal momento che i cacciatorpediniere tedeschi dominavano il fiordo, nessun aereo poteva fornire la copertura difensiva necessaria e lo sbarco era pressoché impossibile.
La combinazione di Roger Keyes come comandante militare e di Adrian Carton De Wiart, V.C., come comandante d'esercito a Trondheim avrebbe potuto cambiare drammaticamente il corso della campagna norvegese dal momento che entrambi erano relativamente anziani per il servizio attivo, ma entrambi erano per una politica militare aggressiva.
La campagna fu un fiasco e segnò inevitabilmente l'ultimo atto del governo di Neville Chamberlain il 10 maggio 1940, il che permise a Winston Churchill di divenire primo ministro.

#### Ancora in Belgio
Quando i tedeschi invasero il Belgio il 10 maggio 1940, Keyes fu ancora una volta il principale legame tra il primo ministro inglese, Winston Churchill, ed il re dei belgi, che era anche comandante in capo delle forze belga.

#### LeCombined Operations
Durante la Seconda guerra mondiale, Keyes fu il primo Direttore delle Combined Operations. Ricoprì l'incarico dal 17 luglio 1940 al 27 ottobre 1941. Egli trovò questo incarico frustrante dal momento che era dipendente sempre da altri corpi per truppe, equipaggiamenti, trasporti, copertura aerea ed informazioni.

#### Ancora politica ed il "viaggio della speranza"
Keyes rimase attivo alla Camera dei Comuni dopo aver abbandonato le Combined Operations e trascorse qualche tempo al lavoro per la National Savings Campaign. Durante questo periodo soffrì del distacco di una retina e lentamente divenne cieco di un occhio.
Entrò nella Camera dei Lords quando venne creato Barone Keyes il 22 gennaio 1943.
Nel luglio del 1944, su richiesta del governo, Keyes compì il cosiddetto "viaggio della speranza" per risollevare gli animi della popolazione sulle sorti della guerra in Canada, Australia e Nuova Zelanda. Questo suo impegno aveva senso dal momento che egli era considerato universalmente nel Commonwealth una figura di spicco della marina e un eroe nazionale.
Keyes e la moglie si recarono anche negli Stati Uniti rimanendo alcuni giorni da Bernard Baruch a Long Island. Dopo una visita al generale John Pershing, si recarono in Canada, tenendo discorsi pubblici a Québec, Montréal, Ottawa, Toronto, Winnipeg, Calgary e Vancouver. Da qui si recarono in Australia ed in Nuova Zelanda, visitando alcune zone di guerra del Pacifico.
Keyes ritornò in patria nell'aprile del 1945 dopo aver percorso 35.000 chilometri durante il suo tour.

### La vita in famiglia e gli ultimi anni
I suoi crescenti problemi di salute impedirono a Keyes di aiutare come avrebbe voluto l'amico Leopoldo III del Belgio alla fine della guerra.
Roger Keyes e sua moglie conducevano una vita matrimoniale felice dalla quale avevano avuto cinque figli, tre femmine e due maschi, con un gran numero di nipoti. Disponeva di una casa a Tingewick e di una a Chelsea.
Nel novembre del 1941 il suo primogenito, il tenente colonnello Geoffrey Charles Tasker Keyes, VC, MC, CdeG, rimase ucciso sul campo a Beda Littoria, in Libia, durante il famoso raid al comando delle forze tedesche nell'Africa settentrionale, all'epoca rette dal generale Erwin Rommel.
Keyes morì il 26 dicembre 1945 a Buckingham, in Inghilterra, all'età di 73 anni. Sua figlia Katherine disse che la sua morte era stata causata da una polmonite contratta durante il suo lungo "viaggio della speranza" e tale ipotesi è oggi ampiamente supportata. Dopo i funerali nell'Abbazia di Westminster, la salma dell'ammiraglio venne sepolta a Dover nel cimitero riservato ai caduti a Zeebrugge. Col figlio, è commemorato con una placca apposita nella cripta della Cattedrale di Saint Paul a Londra.
Venne succeduto nella baronìa dal figlio minore Roger George Bowlby Keyes.
Le carte dell'ammiraglio Keyes vennero acquisite dalla British Library nel 1978.